# داريل بيرد
داريل بيرد (بالإنجليزية: Darryl Byrd)‏ هو لاعب كرة قدم أمريكية أمريكي، ولد في 3 سبتمبر 1960 في سان دييغو في الولايات المتحدة.

## وصلات خارجية
- داريل بيرد على موقع مرجع كرة القدم المحترفة.كوم (الإنجليزية)
- داريل بيرد على موقع JustSportsStats.com (الإنجليزية)